# Super Monkey Ball: Banana Blitz
Super Monkey Ball: Banana Blitz är det senaste spelet i Super Monkey Ball-serien. Spelet är exklusivt för Wii, och släpptes i Europa, den 8 december 2006. Spelet innehåller 100 huvudbanor och 50 minispel.